# Lost child,
「Lost child,」（ロスト チャイルド）は、日本のシンガーソングライター、安藤裕子の3枚目のシングルである。2005年7月27日発売。発売元はavex trax。

## 概要
- PV監督はUGICHIN。

## 収録曲
1. Lost child,[5:58]
作詞・作曲：安藤裕子／編曲：山本隆二
2. 星とワルツ[4:45]
作詞・作曲：安藤裕子／編曲：山本隆二
3. MiRu me,kiku me[5:06]
作詞・作曲：安藤裕子／編曲：山本隆二

## 収録アルバム
- オリジナル『Merry Andrew』（2006年1月25日）
- ベスト『THE BEST '03〜'09』（2009年4月15日）

## タイアップ
- Lost child,：コムストック配給映画「人形霊」テーマソング